# 咒丝
《咒丝》又名《咒·丝》（英語：The Deadly Strands），2013年中国大陆上映的惊悚片、恐怖片，导演赵小溪、赵小鸥，主演戴立忍、翟文斌、孔千千、王小山、郭家铭、安琥、张瑶、王翊菲。

## 剧情
该片讲述一名情感心理节目主持人“卓镇涛”的美貌妻子“梁静”突然一天在水族馆被害，他决心追查该案水落石出的故事。

## 演出
| 演员   | 角色   | 备注                                                      |
| 戴立忍 | 卓振涛 | 電台節目主人                                              |
| 翟文斌 | 卓晓柏 | 卓振涛的儿子，造型师                                      |
| 梁静   | 沈瑩   | 卓振涛妻子                                                |
| 楊淇   | 陆娴   | 卓振涛第2任妻子，卓晓芊的母親，晓艺、晓柏的繼母，佳萌同事 |
| 越     | 佳萌   | 陆娴同事                                                  |
| 孔千千 | 卓晓艺 | 卓振涛的女儿，晓柏的姊姊，模特兒                          |
| 郭家铭 | 皓宇   | 卓晓艺男友                                                |
| 高群书 |        |                                                           |
| 顾小白 |        |                                                           |
| 王小山 |        | 警察                                                      |
| 王翊菲 | 卓晓芊 | 晓柏的同父異母妹妹，陆娴的女儿                            |
| 安琥   |        | 和陆娴有染的男人                                          |
| 张瑶   | 阿夏   | 卓家女傭                                                  |

## 上映
该片参加了北京国际电影节，并且呼吁18岁以下的青年和孩子不要观看该片。
该片上映之后得到赞誉。